# Raymond Thomas (lekkoatleta)
	Raymond Étienne Marie Thomas (ur. 3 stycznia 1931 w Paryżu, zm. 1 maja 2002 tamże) – francuski lekkoatleta, specjalizujący się w pchnięciu kulą, olimpijczyk.

## Kariera sportowa
Zajął 10. miejsce w pchnięciu kulą na mistrzostwach Europy w 1954 w Bernie. Zdobył złoty medal w tej konkurencji na igrzyskach śródziemnomorskich w 1955 w Barcelonie. Zajął 14. miejsce na igrzyskach olimpijskich w 1956 w Melbourne.
Był mistrzem Francji w pchnięciu kulą w latach 1953–1957 i 1959, wicemistrzem w 1952 i 1958 oraz brązowym medalistą w 1960.
Czterokrotnie poprawiał rekord Francji w pchnięciu kulą doprowadzając go do wyniku 16,19 m, uzyskanego 1 czerwca 1957 w Lyonie.
Później zajmował się pracą naukową w zakresie psychologii, socjologii i historii sportu.